# Veselići
Veselići – wieś w Chorwacji, w żupanii karlowackiej, w gminie Ribnik. W 2011 roku liczyła 49 mieszkańców.